# La Double Inconstance
La Double Inconstance est une comédie francaise en trois actes et en prose de Marivaux représentée pour la première fois le 6 avril 1723 à l’hôtel de Bourgogne par les Comédiens italiens.

## Personnages
- Le Prince (se faisant passer pour un simple officier), amoureux de Silvia
- Un Seigneur
- Flaminia, fille d’un domestique du prince.
- Lisette, sœur de Flaminia
- Silvia, paysanne, compagne d'Arlequin
- Arlequin, paysan, compagnon de Silvia
- Trivelin, officier du palais
- Laquais
- Filles de chambre

## L’intrigue
Une jeune villageoise, Silvia, a été enlevée : elle est retenue dans le palais du prince car celui-ci l’aime, bien qu’elle soit déjà éprise d’un jeune homme de son village : Arlequin. Flaminia, une conseillère du prince, puis Trivelin tentent de rompre l’amour entre les deux jeunes gens. Contrairement à Trivelin, Flaminia réussit à gagner leur sympathie et leur confiance. Ainsi, Silvia lui avoue que, malgré son amour pour Arlequin, elle éprouve un sentiment pour un officier du palais qui lui a rendu visite plusieurs fois. Mais elle ignore qu’il s’agissait, en fait, du prince incognito. Peu à peu, les deux jeunes villageois se laissent séduire par la vie de château. Arlequin tombe amoureux de Flaminia et néglige un peu trop Silvia. Il ne reste plus au prince qu’à dévoiler sa véritable identité et tout se termine bien par deux mariages d'amour.

### Acte I
Trivelin, un des valets du Palais, explique à Silvia pourquoi le Prince l'a enlevée et séparée de celui qu'elle aime, Arlequin : le prince souhaite se faire aimer de Silvia. Devant la colère de celle-ci, Trivelin lui promet qu'elle reverra Arlequin (scène 1). Trivelin, ayant exposé au Prince la réaction négative de Silvia, propose de la « remettre où on l'a prise ». Flaminia, fille d'un officier du Prince et confidente de son souverain, prend alors devant lui le pari de détruire l'amour de Silvia pour Arlequin.
Arlequin arrive au palais et Flaminia suggère au Prince de ne pas se découvrir, mais de continuer à apparaitre comme un simple officier (scène 2). Flaminia donne une leçon de séduction à sa sœur Lisette, qu'elle envoie charmer Arlequin en espérant le détacher ainsi de Silvia (scène 3). Trivelin, quant à lui, propose de la part du Prince de nombreux avantages matériels à Arlequin, s'il lui abandonne celle qu'il aime. Arlequin résiste et fait valoir l'injustice de la conduite du Prince (scène 4). Lisette échoue dans sa tentative pour séduire Arlequin, qui évoque avec émotion la naissance de son amour pour Silvia, antithèse de Lisette (scène 5). Lisette fait un rapport au Prince et à Flaminia. Cette dernière, confiante néanmoins, promet au prince de réussir et lui expose son plan : elle séduira elle-même Arlequin et demande que les deux villageois soient libres de se rencontrer (scène 6). À partir d'un malentendu sur le mot "honneur", Arlequin bat Trivelin à coups de bâton (scène 7). Flaminia assiste aux retrouvailles émues d'Arlequin et de Silvia, gagne leur sympathie en évoquant un prétendu amant décédé, auquel ressemble Arlequin, puis convainc celui-ci de dîner, tandis que Silvia va recevoir une visite de sa mère (scène 8).

### Acte II
Silvia avoue à Flaminia  avoir éprouvé un sentiment pour un officier du palais qu'elle a vu cinq ou six fois. Flaminia met à l'épreuve l'amour-propre de Silvia en lui rapportant les médisances des femmes de la cour à son propos (scène 1). L'officier entre, venu pour saluer Silvia. Lisette en dame de Cour humilie Silvia devant le prince qui prend sa défense et congédie Lisette (scène 2). Toujours en officier, le Prince déclare très courtoisement son amour à Silvia, qui n'y est pas insensible et regrette qu'Arlequin soit venu le premier. Il promet de venger Silvia des injures de la dame. Flaminia réussit à convaincre Silvia d'accepter, sans engagement, l'habit de belle étoffe, que lui offre le Prince (scène 3). Tandis que Silvia part essayer la robe, survient Arlequin, joyeux, qui raconte à Flaminia sa découverte du palais et ses quiproquos. Flaminia feint alors d'être menacée par Trivelin de disgrâce si elle favorise les entrevues des amants. Arlequin, fier de son nouveau pouvoir, chasse Trivelin et écoute avec plaisir Flaminia qui le flatte en prétendant qu'il ressemble à son amant décédé (scène 4). Trivelin introduit auprès d'Arlequin un Seigneur qui prétend être disgracié par le Prince pour avoir parlé cavalièrement d'Arlequin, et qui lui demande d'intervenir en sa faveur. Le Seigneur teste la jalousie d'Arlequin en ajoutant qu'il veut marier Flaminia à un cousin, ce qui fâche immédiatement Arlequin (scène 5). Silvia et Arlequin se retrouvent pour la seconde fois avec Flaminia et laissent percevoir leur évolution : Silvia souhaite qu'Arlequin soit ami avec son amoureux d'officier, Arlequin espère la voir apprécier la compagnie de Flaminia, avec qui il part goûter (scène 6). Lisette en dame de la Cour vient demander pardon à Silvia, sur ordre du Prince, mais se montre toujours aussi insolente, se dit jalouse car éprise du prince et pique la vanité de Silvia en la défiant. Flaminia console Silvia et la flatte en faisant valoir qu'elle est mal assortie à Arlequin. Flaminia propose de s'en débarrasser en la remplaçant (scène 8). Nouveau tête à tête entre l'officier et Silvia qui avoue être prête à l'aimer, mais se dit embarrassée par Arlequin et par le Prince, celui-ci est tout près de se dévoiler.

### Acte III
Le Prince confie à Flaminia le plaisir qu'il prend à l'amour de Silvia, bien qu'elle ne se soit pas totalement déclarée. Flaminia le rassure sur l'efficacité de son plan, certaine d'être aimée par Arlequin, pour qui elle reconnait avoir du goût (1). Arlequin dicte une lettre à Trivelin pour le secrétaire d'Etat, lettre qui contient les conditions qu'il pose pour rester au palais. Il exige de faire venir son père, d'épouser Silvia, de vivre en compagnie de Flaminia "qui ne veut pas nous quitter". Pour éprouver la jalousie d'Arlequin, Trivelin déclare être secrètement amoureux de Flaminia depuis deux ans. Ce qui lui vaut les coups de baton d'Arlequin (2). Ce dernier inquiet interroge Flaminia sur ses sentiments et apprend avec soulagement qu'elle n'a pas d'amant et l'assure qu'il l'aime autant que Silvia (3). C'est alors que réapparait le Seigneur du 2e acte, apportant des lettres de noblesse dont le Prince gratifie Arlequin, qui ne les accepte qu'après une discussion critique de l'honneur imposé aux nobles (4). Le Prince se découvre à Arlequin et le supplie de lui laisser Silvia en échange de ce qui lui plaira; mais Arlequin fait valoir au Prince l'injustice de son procédé ; le Prince ne peut qu'en appeler à son bon cœur, aussi Arlequin se laisse-t-il attendrir, demande à être son favori et à savoir Flaminia affranchie (5). Tandis qu'Arlequin hésite encore, Flaminia survient qui émeut Arlequin en prétendant être chassée du Palais, puis en lui faisant une déclaration d'amour qui vient se substituer à l'amitié professée. Arlequin renonce à Silvia et s'apprête à épouser Flaminia (6). Une fois Arlequin parti, Silvia avoue à Flaminia son amour pour l'officier, mais s'inquiète des réactions d'Arlequin et du Prince (7). Silvia avoue son amour à l'officier qui lui déclare être le Prince: le mariage aura donc lieu (8). Arlequin apparait affirmant avoir tout entendu , ce qui permet à Silvia de le quitter en quelques mots. Le prince donne Flaminia à Arlequin, en le comblant de biens, et conduit Silvia à des fêtes préparées pour elle.

## Interprétation
On remarque, notamment sur le plan de la mise en scène, la différence entre les deux mondes : celui de Silvia et Arlequin, d’une part, qui est campagnard et simple, et celui de la Cour du Prince, plein d’intrigues et de représentations. Arlequin et Silvia sont-ils tous deux manipulés par des corrupteurs ?
La manipulation est omniprésente : le Prince, en effet, par Trivelin, Flaminia et Lisette, tente de faire changer les sentiments de Silvia pour Arlequin, et vice versa. Flaminia est la seule à réussir, tandis que Trivelin et Lisette par son esprit frivole, échouent.

### Bibliographie

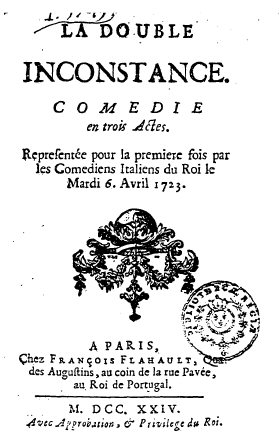
Édition princeps.